# Conospermum nervosum
Conospermum nervosum (лат.) — кустарник, вид рода Коноспермум (Conospermum) семейства Протейные (Proteaceae), эндемик Западной Австралии.

## Ботаническое описание
Conospermum nervosum — прямостоячий сильноразветвлённый кустарник высотой от 0,3 до 0,6 м. Цветёт с мая по февраль, образуя пурпурно-розово-синие цветки. Листья от 1,5 до 3 см. Синий или иногда бледно-розовый околоцветник гладкий или слегка опушённый.

## Таксономия
Впервые этот вид был описан в 1855 году немецким ботаником Фердинандом Мюллером в рамках работы Уильяма Джексона Гукера New Proteaceae of Australia, опубликованной в журнале Hooker’s Journal of Botany and Kew Garden Miscellany.

## Распространение и местообитание
C. nervosum — эндемик Западной Австралии. Встречается на склонах холмов и песчаных равнинах вдоль западного побережья к северу от Перта в регионе Уитбелт в Западной Австралии, где растёт на песчаных почвах в экорегионе квонган.